# Ramiro Árciga
Ramiro Árciga (La Piedad de Cabadas, Michoacán; 30 de agosto de 2004) es un futbolista mexicano, juega como Mediocampista ofensivo y su equipo actual es el Club Tijuana de la Primera División de México.

## Trayectoria
Formación en Monarcas Morelia y posteriormente Mazatlán FC
Formado en las fuerzas básicas de Monarcas Morelia en la categoría sub-15, este subiría más adelante a las inferiores sub-17, sub-18, sub-20 y sub-23.

### Mazatlán Fútbol Club
Debutaría primero en el torneo de la Leagues Cup del año 2023 el 25 de julio ante el F. C. Juárez, partido que correspondía a la fase de grupos.
El 18 de agosto de ese mismo año, haría su debut en Primera División en la jornada 4, en la cual su equipo caería con el Club León.

## Selección nacional

### Sub-23
Ramiro Árciga seria convocado para disputar los partidos del torneo de fútbol de los Juegos Panamericanos de 2023, celebrados en Santiago de Chile, donde la selección sub-23 obtendría la medalla de bronce.
Volvería a ser convocado para los partidos amistosos frente a Argentina sub-23 llevados a cabo en las ciudades de Mazatlán y Puebla.
Debido a sus buenas actuaciones, estaría nuevamente en una convocatoria esta vez para disputar los partidos del Torneo Maurice Revello de 2024, donde la selección mexicana caería ante la Japón por el quinto puesto.

### Absoluta
Debutaría con la selección mayor junto a otros jugadores provenientes de la sub-23, en un partido amistoso frente a la Selección de Bolivia en Chicago.

## Palmarés

### Campeonatos internacionales
| Título               | Equipo        | Sede     | Año  |
| -------------------- | ------------- | -------- | ---- |
| Juegos Panamericanos | México Sub-23 | Santiago | 2023 |